# Trzebuskie Łęgi

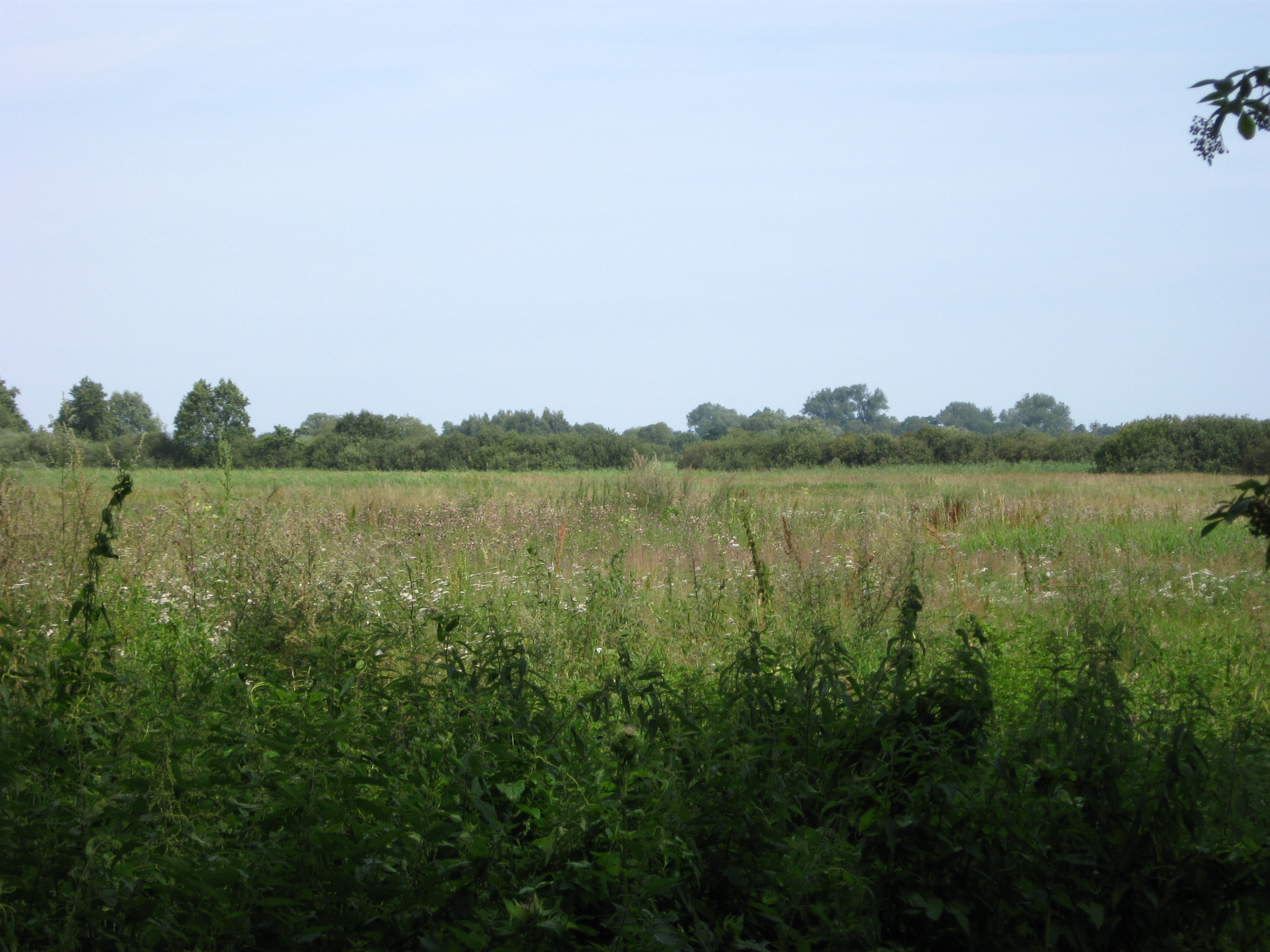
Uroczysko Trzebuskie Łęgi

Trzebuskie Łęgi – uroczysko, obszar leśno-łąkowy, położony w województwie zachodniopomorskim, w mieście Szczecin (osiedle Dąbie) oraz na niewielkim obszarze gminy Goleniów, obejmując miejscowość Załom. Niedaleko uroczyska znajduje się jezioro Dąbie.
Na terenie Trzebuskich Łęgów znajdują się głównie łąki, pojedyncze drzewa oraz małe naturalne zbiorniki wodne. Obszar bardzo znikomym stopniu zagospodarowany przez człowieka. Znajdują się tam budynki wodociągowe (pompy wodne) oraz jedna zagroda. We wschodniej części uroczyska znajduje się kilka domów mieszkalnych oddalonych 1 km od Załomia, stanowiących małe osiedle tej wsi o nazwie Trzebuskie Łęgi.
Trzebuskie Łęgi oraz sąsiadujące z nią uroczyska Sadlińskie Łęgi i Rokociny tworzą specjalny obszar ochrony siedlisk „Dolna Odra” (PLH320037).
Nazwę Trzebuskie Łęgi wprowadzono urzędowo w 1949 roku, zastępując poprzednią niemiecką nazwę Grosser Els-Bruch.